# 가쓰마타 스스무
가쓰마타 스스무(일본어: 勝俣 進, 1956년 2월 17일 ~ )는 일본의 전 축구 선수, 감독이다.

## 구단 경력
1978년 일본 사커 리그의 고후 클럽에 입단하였다. 1984시즌 후 현역 은퇴.

## 지도자 경력
1994년, 1999년 방포레 고후(고후 클럽)에서 감독을 맡았다.